# Betty MacDonald
Betty Bard MacDonald (* 26. März 1907 in Boulder, Colorado; † 7. Februar 1958 in Seattle, Washington) war eine amerikanische Schriftstellerin. Zu ihren bekanntesten Werken gehören Das Ei und ich und die Mrs.-Piggle-Wiggle-Geschichten.

## Leben
Der Geburtsname der Autorin ist Anne Elizabeth Campbell Bard. Ihr Vater Darsie Bard war Bergbauingenieur, ihre Mutter Elsie, genannt Sydney, war Hausfrau. Sie hatte vier Geschwister: die ältere Schwester Mary sowie die jüngeren Geschwister Cleve, Dede und Alison. Die Eltern lernten sich in Boston kennen: Darsie Bard studierte in Harvard, Elsie (geborene Sanderson) hatte eine Ausbildung als Illustratorin an der Eric Pape School in Boston absolviert. Sie heirateten und zogen 1903 nach Butte (Montana), wo am 21. November 1904 ihr erstes Kind Mary zur Welt kam. Aufgrund seiner Arbeit kam Darsie Bard viel im Westen der USA herum. Die Bards lebten kurze Zeit in Nevada und 1907 in Boulder (Colorado). Dort wurde Betty Bard geboren.
Die Familie verbrachte dann einige Monate in Mexiko, wo Darsie Bard einen Auftrag hatte. Noch im selben Jahr zog die Familie in den kleinen Ort Placerville (Idaho). Dort kam am 29. November 1908 Cleve Bard zur Welt. 1910 erhielt Darsie Bard einen Lehrstuhl für Geologie und Mineralogie an der Montana State School of Mines in Butte. In Butte verbrachte Betty Bard den Großteil ihrer Kindheit. Hier wurde am 16. Januar 1915 auch das vierte Kind der Bards, Dorothea Darsie, genannt Dede, geboren. Im Herbst 1916 gab Darsie Bard seine Lehrtätigkeit in Butte auf und die Familie ging nach Seattle. Dort machte sich Darsie Bard selbstständig und gründete mit einem Partner eine Firma, Bard & Johnson, consulting geological engineers. Mary und Betty besuchten eine Privatschule, die St Nicholas School.
Im Januar 1920 starb Darsie Bard plötzlich im Alter von 41 Jahren an einer Lungenentzündung. Sydney Bard war damals schwanger mit Alison, die am 25. Juni 1920 zur Welt kam. Die Ausgaben mussten nun gesenkt werden, Betty wechselte auf die Lincoln High School und später auf die Roosevelt High School, die sie 1924 abschloss. Sie schrieb sich an der University of Washington ein, hauptsächlich für Zeichen- und Designkurse.
1925 kaufte Sydney Bard eine Farm auf der Olympic-Halbinsel in Chimacum, mit einer Kuhherde, Hühnern, Pferden, Schweinen und Ziegen, und Cleve bewirtschaftete diesen Bauernhof mit Hilfe der Familie. Dort lernte Betty Bard einen jungen Versicherungskaufmann kennen, Robert Heskett, und heiratete ihn am 10. Juli 1927. Am 23. Februar 1928 bekam sie eine Tochter, Anne Elizabeth Heskett. Währenddessen hatte die Familie Bard sowohl ihr Stadthaus verkaufen müssen als auch die Farm verloren, die im Januar 1928 zwangsversteigert wurde. Daraufhin beschlossen die Hesketts, mit Bettys eben freigewordenem Anteil aus dem Erbe ihres Vaters Grund und Boden und ein Farmhaus im Chimacum Valley zu kaufen und dort Hühnerzucht zu betreiben. 1930 war sowohl dieses Unternehmen als auch die Ehe gescheitert. Betty, die am 14. Juli 1929 ihre zweite Tochter Joan Dorothy Heskett geboren hatte, verließ ihren Mann mit ihren beiden kleinen Kindern und reichte am 27. Mai 1930 die Scheidung ein. Offenbar hatte es jedoch zeitweise eine Verständigung zwischen Betty und Robert Heskett gegeben, denn es ist ein zweites Scheidungsbegehren vom Juli 1931 überliefert, das schließlich zur Auflösung der Ehe führte.
Betty nahm wieder ihren Mädchennamen Bard an und lebte in Seattle zusammen mit ihrer Mutter und ihren Schwestern und Töchtern. Zunächst arbeitete sie in einer ganzen Reihe von Kurzzeitjobs, bis sie 1934 eine Stelle in der National Recovery Administration, also der im Zusammenhang des New Deal entstandenen Bürokratie, antrat. Sie arbeitete dort zeitweise als staatliche Schlichterin in Arbeitskonflikten („labor adjuster“). 1936 war sie für eine Abteilung des United States Department of the Treasury tätig. Diese Tätigkeiten musste sie unterbrechen, als bei ihr 1938 Lungentuberkulose diagnostiziert wurde. Nach einer neunmonatigen Ruhekur im Sanatorium Firland, der Tuberkuloseanstalt der Stadt Seattle, wurde sie 1939 als geheilt entlassen. Sie fand dann eine Stelle bei der National Youth Administration, einer weiteren New-Deal-Behörde, wo sie eine leitende Position in der Öffentlichkeitsarbeit („publicity“) besetzte.
1942 heiratete sie Donald Chauncy MacDonald, der damals als Qualitätsprüfer bei Boeing arbeitete, und zog mit ihm und den beiden Kindern nach Vashon Island. Sowohl Donald als auch Betty MacDonald pendelten täglich mit der Fähre nach Seattle zur Arbeit, während die Kinder auf der Insel zur Schule gingen. Auf Vashon Island begann Betty MacDonald ihr Buch The Egg and I zu schreiben, das 1945 im Verlag  J. B. Lippincott & Co. erschien und ein Weltbestseller wurde. Im ersten Jahr wurden über eine Million Exemplare verkauft. Weitere Bücher schlossen sich an: 1948 The Plague and I, 1950 Anybody can do anything, 1955 Onions in the Stew, dazu Kinderbücher um Mrs Piggle-Wiggle und das Jugendbuch Nancy and Plum. The Egg and I wurde 1947 mit Claudette Colbert und Fred MacMurray verfilmt. Im Gefolge der Verfilmung kam es jedoch auch zu einem Beleidigungsprozess: Mehrere Personen, die im Buch unter veränderten Namen porträtiert waren, klagten 1951 gegen die Autorin und den Buchverlag. Die Klage wurde abgewiesen. MacDonald gab an, dass es sich bei ihren Romanfiguren um poetische Erfindungen gehandelt habe; diese Strategie war erfolgreich.
Von den Erlösen der Bücher kauften Betty und Donald MacDonald 1952 eine Ranch in Carmel Valley. Zunächst pendelte die Autorin noch öfter nach Seattle, ab 1955 lebte sie ständig in Carmel. 1956 wurde bei ihr ein Ovarialkarzinom diagnostiziert, an dem sie 1958 in Seattle starb.

## Werk

### Autobiografische Bücher
Die bekanntesten Werke der Autorin sind autobiografische humoristische Bücher, stets in der Ich-Form erzählt. The Egg and I (Das Ei und ich), das erste und erfolgreichste dieser Werke, hat das Leben mit ihrem ersten Mann auf einer Hühnerzuchtfarm der Olympic-Halbinsel zum Gegenstand. Das Thema von The Plague and I (wörtlich: Die Pest und ich; „white plague“, die weiße Pest, wurde die Tuberkulose in Amerika genannt) ist die Tuberkulosekur der Autorin im Sanatorium Firland. Anybody can do anything (etwa: „Jeder kann alles“) beschreibt die Erlebnisse von Mary und Betty Bard bei ihrer Jobsuche während der Großen Depression. Bei Onions in the Stew (etwa: Zwiebeln im Eintopf) geht es um die Erlebnisse einer arbeitenden Mutter mit ihren pubertierenden Töchtern auf Vashon Island. Der Titel entstammt einem Gedicht von Charles Divine (1889–1950), At the Lavender Lantern, und charakterisiert einen einst vertrauten Ort, wo „die Herzen hoch schlugen und die Gelder knapp waren und es Zwiebeln im Eintopf gab“ („where hearts were high and fortunes low, and onions in the stew“). Die 1959 nach dem Tod der Autorin auf den Markt geworfene Publikation Who, me? enthielt lediglich eine chronologisch geordnete Zusammenstellung von Exzerpten aus den vier zu ihren Lebzeiten veröffentlichten autobiografischen Büchern. Sie wurde von der Lektorin Tay Hohoff zusammengestellt, damit die Erben nicht den bereits ausgezahlten Vorschuss für ein fünftes Buch aus der Piggle-Wiggle-Reihe zurückzahlen mussten.
The Egg and I erschien zunächst auszugsweise in Fortsetzungen in The Atlantic Monthly (verteilt auf Juni, Juli und August 1945), in Buchform kam es im Oktober 1945 auf den Markt. Ein Erfolgsfaktor dieses Romans waren die dort beschriebenen Hillbillies, die amerikanischen Hinterwäldler vom Land, insbesondere die Familie Kettle mit ihren 15 Kindern. Nach dem Erfolg des Buchs und des nach der Romanvorlage gedrehten Films schob Universal Pictures von 1949 bis 1957 eine Serie von neun weiteren Ma-und-Pa-Kettle-Filmen nach, die diese Figuren exponierten. Die Rolle der Ma Kettle spielte Marjorie Main, die 1947 für den Oscar nominiert wurde.

### Kinderbücher
Nancy and Plum handelt von zwei verwaisten Schwestern, die im Kinderheim aufwachsen. Die Leiterin des Heims, Mrs. Monday, ist geizig, brutal und unterschlägt die Post und die Geschenke des einzigen Verwandten. Den Kindern gelingt es, aus dem Heim zu entkommen und Kontakt zu ihrem Onkel aufzunehmen. Sie werden von einem Paar aufgenommen, das einen Bauernhof in der Nähe betreibt, und es kommt zu einem Happy End.
Die Bücher um Mrs. Piggle-Wiggle enthalten kurze Geschichten für Kinder. Die Heldin wird als kleine Frau mit magischen Fähigkeiten beschrieben, die in einem auf dem Kopf stehenden Haus lebt und die Freundin aller Kinder ist.

### Liste der veröffentlichten Werke und der deutschen Übersetzungen
Die Liste enthält auf der ersten Ebene die Erstausgaben der Bücher in der Originalsprache Englisch. Eingerückt sind Vorabdrucke in Zeitschriften, Ausgaben mit wesentlichen Veränderungen, die vor allem den Illustrator betreffen, sowie die Erstausgaben der deutschen Übersetzungen. Angegeben sind hier insbesondere die 1957 neu mit Hilary Knights Illustrationen veröffentlichten Piggle-Wiggle-Bücher sowie zwei unterschiedliche Übersetzungen von Nancy and Plum, bei denen sogar die Titel differieren.
- The Egg and I. Lippincott, Philadelphia 1945
  - Auszugsweise vorabgedruckt in The Atlantic Monthly, Juni bis August 1945
  - Das Ei und ich. Übersetzung: Renate Hertenstein. Alpha Verlag, Bern 1947
- Mrs. Piggle-Wiggle. Illustrationen: Richard Bennett. Lippincott, Philadelphia 1947
  - Mrs. Piggle-Wiggle. Illustrationen: Hilary Knight. Lippincott, Philadelphia 1957
  - Fräulein Pudel-Dudels Wunderkuren. Übersetzung: Liselotte Julius. Scherz, Bern 1963
- The Plague and I. Lippincott, Philadelphia 1948
  - Auszugsweise vorabgedruckt in Good Housekeeping, August bis Oktober 1948
  - Einmal scheint die Sonne wieder. Übersetzung: Melanie Steinmetz. Bertelsmann, Gütersloh 1952
- Mrs. Piggle-Wiggle’s Magic. Illustrationen: Kurt Wiese. Lippincott, Philadelphia 1949
  - Mrs. Piggle-Wiggle’s Magic. Illustrationen: Hilary Knight. Lippincott, Philadelphia 1957
- Anybody Can Do Anything. Lippincott, Philadelphia 1950.
  - Auszugsweise vorabgedruckt unter dem Titel It all happened to me in der Saturday Evening Post, Juni bis September 1950
  - Betty kann alles. Übersetzung: Renate Hertenstein. Scherz, Bern 1951
- Nancy and Plum. Illustrationen: Hildegarde Hopkins. Lippincott, Philadelphia 1952
  - Hand in Hand der Sonne nach. Übersetzung: Georg Goyert. Illustrationen: Erika Meier-Albert. Die Boje, Stuttgart 1953
  - Alice und Mella. Übersetzung: Sigrid Ruschmeier. Illustrationen: Almud Kunert. Aladin, Hamburg 2013
- Mrs. Piggle-Wiggle’s Farm. Illustrationen: Maurice Sendak. Lippincott, Philadelphia 1954
- Onions in the Stew. Lippincott, Philadelphia 1955
  - Die Insel und ich. Übersetzung: Elisabeth Schnack. Scherz, Bern 1956
- Hello, Mrs. Piggle-Wiggle. Illustrationen: Hilary Knight. Lippincott, Philadelphia 1957
- Who, me? The autobiography of Betty MacDonald. Lippincott, Philadelphia 1959

## Rezeption

### Betty MacDonald in weiteren Autobiografien
Der 1953 erschienene autobiografische Bericht von Monica Sone (geboren als Kazuko Itoi) über ihre Kindheit, Jugend und Internierung als japanische Amerikanerin, Nisei Daughter, erzählt unter anderem auch von ihrer Freundschaft mit Betty MacDonald, die im Buch als „Chris“ erscheint. Kazuko Itoi war gleichzeitig mit Betty Bard in der Tuberkuloseklinik Firland, wo sich die beiden kennenlernten. In Betty MacDonalds Buch The Plague and I heißt sie „Kimi Sanbo“.
Anders als Sones Buch bezieht sich Blanche Caffieres Erinnerungsband Much Laughter, A Few Tears (1992) durchgängig auf gemeinsame Erlebnisse mit Betty MacDonald, wie aus dem Untertitel Memoirs of a Woman’s Friendship with Betty MacDonald and Her Family hervorgeht. Es handelt sich im Wesentlichen um Anekdoten aus der Freundschaft der beiden Frauen.
Der Künstler William Cumming widmete Betty MacDonald ein Kapitel seines Erinnerungsbuchs Sketchbook: A Memoir of the 1930s and the Northwest School (1984). Er kannte die Autorin von der National Youth Administration her, bei der sie ihm in ihrer Zeit als Leiterin der Öffentlichkeitsarbeit eine Stelle beschafft hatte.

### Rezeption in Tschechien
Im Jahre 2008 führte der Literaturwissenschaftler Jiří Trávníček die bis dahin umfangreichste Umfrage zum Thema „Leser und Lesen“ in Tschechien durch, in Zusammenarbeit mit der Nationalbibliothek der Tschechischen Republik und dem Institut für tschechische Literatur der Akademie der Wissenschaften der Tschechischen Republik. Die Auswertung, die er in seinem Buch Čteme? veröffentlichte, brachte als Ergebnis, dass MacDonalds Werk Das Ei und ich zu diesem Zeitpunkt das beliebteste Buch in Tschechien war, und zwar noch vor Der brave Soldat Schwejk, Harry Potter und Die Großmutter von Božena Němcová. Dieses Ergebnis bestätigte sich in Folgeumfragen. Ein Forschungsprojekt Trávníčeks untersuchte die Gründe für die Popularität MacDonalds in der tschechischen Leserschaft. 2022 erschienen die Ergebnisse in Buchform.